# Sistema de Alerta de Emergencia

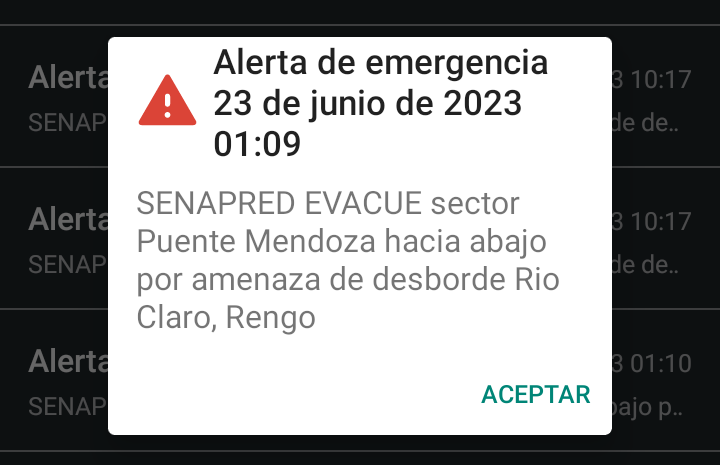
Mensaje SAE recibido por usuarios del telefonía móvil en la comuna de Rengo por desborde del río Claro durante el temporal de Chile de junio de 2023.

En Chile, el Sistema de Alerta de Emergencia (SAE) es una herramienta de gestión de emergencias con la que se informa a la población sobre situaciones de riesgo y se da aviso de evacuación, a través de mensajería de texto enviado a los teléfonos celulares de las personas en una determinada área geográfica. Permite anunciar eventos como riesgos de tsunami, sismos de mayor intensidad, erupciones volcánicas, incendios forestales con amenaza a viviendas, desbordes de ríos y aluviones.

## Historia
El SAE se creó luego del terremoto del 27 de febrero de 2010 con el fin de generar una alerta temprana a la población ante situaciones de catástrofe natural. Para tales efectos, el Gobierno de Chile encomendó a la Subsecretaría de Telecomunicaciones coordinar con las empresas de telefonía móvil y los fabricantes de equipos telefónicos la implementación del sistema, considerando los estándares y recomendaciones internacionales. La regulación de este sistema se encuentra en la Resolución Exenta N°3.261 de 2012 y sus posteriores modificaciones.
Desde marzo de 2017 todos los teléfonos celulares comercializados en Chile son compatibles con este sistema, sin costo adicional para los usuarios. Desde 2019, los equipos móviles vendidos en Chile tienen el SAE configurado por defecto.
En 2024, a propósito de los incendios forestales de febrero en Valparaíso, el presidente Gabriel Boric, anunció que se solicitó a la Unión Europea realizar una investigación externa para conocer si el SAE funcionó de manera correcta pues, si bien fueron enviados mensajes de alerta, estos no habrían tenido la anticipación suficiente para permitir la evacuación de las personas en las áreas afectadas.

## Funcionamiento
El SAE le permite al Servicio Nacional de Prevención y Respuesta ante Desastres (SENAPRED) enviar una alerta masiva a través de texto, audio y vibración a todos quienes utilicen un equipo celular, envío que no se ve afectado por la congestión de las redes de celulares, porque usa otros canales de frecuencia para comunicarse con los dispositivos.
Para que un celular sea compatible con el SAE debe soportar la tecnología CBS, que permite desplegar instantáneamente y, mediante una ventana emergente, el mensaje de alerta definido por el Senapred con el título “Alerta de Emergencia”. Este mensaje, que cuenta hasta con 90 caracteres, incluye la fecha y hora en su encabezado y sólo puede ser interrumpido por el usuario. Asimismo, los mensajes que correspondan a SAE emiten una señal sonora distinta a cualquier notificación habitual, con vibración y al máximo nivel audible, con una duración mínima de tres minutos, salvo que el usuario la interrumpa antes.